# Juraj I. Zrinski
Juraj I. Zrinski, poznat i kao Juraj III. Šubić Bribirski († 1361.), hrvatski velikaš iz roda Šubića Bribirskih i rodonačelnik obitelji knezova Zrinskih.

## Podrijetlo i obitelj
Juraj III. bio je najstariji sin kneza Pavla II. i kneginje Elizabete Frankopan te unuk bana Pavla I. Imao je brata Pribka († 1361.) i sestru Katarinu koja je postala opatica. Poslije očeve smrti 1346. godine, skrbnikom mu je postao stric Grgur V. Imao je dvoje djece:
- Pavao I. († 1414.)
- Elizabeta I. († 1380.)

## Postanak Zrinskih
Grgur V. je, u ime svog nećaka Jurja III., sklopio sporazum s kraljem Ludovikom I. 20. srpnja 1347. godine te mu predao Ostrovicu u zamjenu za Zrin u Slavoniji. Otada su Juraj i njegovi potomci poznati pod imenom knezova Zrinskih, ogranak knezova Bribirskih. Godine 1361. došao je u sukob sa stricem Grgurom V. koji je prodao zajedinički posjed Bužane kralju Ludoviku I. i vratio se na matične posjede obitelji Bribirskih u južnu Hrvatsku, dobivši na upravu otok Rab.